# Vâlcele (Olt)
Vâlcele è un comune della Romania di 2 900 abitanti, ubicato nel distretto di Olt, nella regione storica della Muntenia. 
Il comune è formato dall'unione di 3 villaggi: Bărcănești, Vâlcele, Vâlcelele de Sus.